# Сімбар-Шипаке
Сімбар-Шипаке (Сімбар-Шіху) (д/н — 1008 до н. е.) — цар Вавилона близько 1025—1008 років до н. е. Ім'я перекладається як «Нащадок Шипака» (або Моє сонце Шипак). Став засновником так званої II династії Країни Моря.

## Життєпис
Походження достеменно невідоме. З огляду на каситське ім'я висувається версія про належність до вояків-каситів, що залишалися на півдні Міжріччя. За іншими відомостями мав якісь родинні зв'язки з I династією Країни Моря. Син якогось Еріба-Сіна.
Нині відомо про 4 артефакти і документи, пов'язані з цим правителем. Перший — текст, що містить дві пізні копії царського напису, відомого як «трон Енліля» або «царський напис Сімбар-Шипаке», другий — юридичний акт, складений у 12-м році царювання Сімбар-Шипаке про купівлю землі, третій — бронзовий кинджал завдовжки 75 см з Азербайджанського музею (Тебріз, Іран), де його власником названо Сімбар-Шипаке, четвертий — бронзовий наконечник стріли з написом «(власність) Сімбара-Шіху, сина Еріба-Сіна».
Був військовиком на службі останніх царів з IV Вавилонської династії. Після захоплення Вавилону та центральної частини царства арамеями зумів закріпитися на півдні, де оголосив себе царем. Згодом зумів відвоювати Вавилон. Проте відсутні відомості про відбудову цього міста Сімбар-Шипаке чи тривале перебування там.
Ймовірно, діяв проти арамеїв та сутіїв спільно з Ассирією, про що свідчить факт повернення під владу Ніппура та храма в ньому (Екурігігаля), присвяченого богу Енлілю. Втім на зміг завадити новому пограбуванню міст Дер та Дур-Курігальзу.
Намагався відновити золотого ідола Шамаша в храмі Сіппара, але через брак коштів або постійні напади арамеїв не зміг цього зробити. Тому вавилонський цар підвісив сонцезахисний диск (ніпху) як замінювач, встановив регулярні підношення та призначив жерцем храму Екур-шум-ушабші.
Відповідно до Релігійної хроніки з 13 року панування відбуваються постійні нещастя, пов'язані з нападами кочівників, стихійними лихами, 3 роки поспіль колисниця Бела не виходила (жреці й цар не змогли здійснити якийсь важливий ритуал). Повідомляється про затемнення, яке сталося 9 травня 1012 року до н. е.
На 18 рік панування (близько 1008 до н. е.) відбував потоп, вода затопила частину Вавилона з брамою Іштар. Ймовірно ця подія призвела до повстання, яким скористався військовик або жрець Еа-мукін-зері. що повалив Сімбар-Шипаке, захопивши владу.